# Classique de Saint-Sébastien 2014
La 34e édition de la Classique de Saint-Sébastien a eu lieu le 2 août 2014. Il s'agit de la 19e épreuve de l'UCI World Tour 2014.
La course a été remportée en solitaire par l'Espagnol Alejandro Valverde (Movistar) quatorze secondes devant un trio réglé pour la deuxième place par le Néerlandais Bauke Mollema (Belkin) devant un autre Espagnol Joaquim Rodríguez (Katusha).
Au niveau des classements annexes, Nieve termine meilleur coureur basque-navarrais.

## Présentation

### Parcours
La distance de la classique est réduite à 219 km cette année, mais s'annonce plus sélective avec l'introduction d'une ascension inédite dans le final, le Bordako Tontorra, 2,5 km à 9 % de moyenne et des passages à 20 %, son sommet se situe à 7 km de l'arrivée.

### Équipes
Dix-neuf équipes participent à cette Classique de Saint-Sébastien - dix-huit ProTeams et une équipe continentale professionnelle :
| UCI ProTeams            | UCI ProTeams | UCI ProTeams |
| Nom de l'équipe         | Pays         | Code         |
| ----------------------- | ------------ | ------------ |
| AG2R La Mondiale        | France       | ALM          |
| Astana                  | Kazakhstan   | AST          |
| Belkin                  | Pays-Bas     | BEL          |
| BMC Racing              | États-Unis   | BMC          |
| Cannondale              | Italie       | CAN          |
| Europcar                | France       | EUC          |
| FDJ.fr                  | France       | FDJ          |
| Garmin-Sharp            | États-Unis   | GRS          |
| Giant-Shimano           | Pays-Bas     | GIA          |
| Katusha                 | Russie       | KAT          |
| Lampre-Merida           | Italie       | LAM          |
| Lotto-Belisol           | Belgique     | LTB          |
| Movistar                | Espagne      | MOV          |
| Omega Pharma-Quick Step | Belgique     | OPQ          |
| Orica-GreenEDGE         | Australie    | OGE          |
| Sky                     | Royaume-Uni  | SKY          |
| Tinkoff-Saxo            | Russie       | TCS          |
| Trek Factory Racing     | États-Unis   | TFR          |

| Équipe continentale professionnelle | Équipe continentale professionnelle | Équipe continentale professionnelle |
| Nom de l'équipe                     | Pays                                | Code                                |
| ----------------------------------- | ----------------------------------- | ----------------------------------- |
| Caja Rural-Seguros RGA              | Espagne                             | CJR                                 |

## Récit de la course
Le seul échappée de début de course, le basque Amets Txurruka, est rattrapé à soixante kilomètres de l'arrivée. Le peloton mené par l'équipe Movistar contient les différentes tentatives d'attaques jusqu'à la dernière côte de la course. Joaquin Rodriguez et Alejandro Valverde s'y détachent avant que Valverde ne distance son rival dans la descente pour aller s'imposer seul. Rattrapé par un duo composé de Bauke Mollema et Mikel Nieve, Rodriguez termine troisième de la course.

## Classement final
|    | Coureur            | Pays     | Équipe                  |    | Temps           | Points UCI |
| -- | ------------------ | -------- | ----------------------- | -- | --------------- | ---------- |
| 1  | Alejandro Valverde | Espagne  | Movistar                | en | 5 h 31 min 11 s | 80         |
| 2  | Bauke Mollema      | Pays-Bas | Belkin                  | +  | 14 s            | 60         |
| 3  | Joaquim Rodríguez  | Espagne  | Katusha                 |    | 14 s            | 50         |
| 4  | Mikel Nieve        | Espagne  | Sky                     |    | 14 s            | 40         |
| 5  | Tony Gallopin      | France   | Lotto-Belisol           |    | 26 s            | 30         |
| 6  | Jelle Vanendert    | Belgique | Lotto-Belisol           |    | 26 s            | 22         |
| 7  | Haimar Zubeldia    | Espagne  | Trek Factory Racing     |    | 26 s            | 14         |
| 8  | Greg Van Avermaet  | Belgique | BMC Racing              |    | 40 s            | 10         |
| 9  | Giovanni Visconti  | Italie   | Movistar                |    | 40 s            | 6          |
| 10 | Zdeněk Štybar      | Tchéquie | Omega Pharma-Quick Step |    | 43 s            | 2          |

## Liste des participants
- Liste de départ complète

| Légende | Légende                                                                       | Légende | Légende                                                    |
| ------- | ----------------------------------------------------------------------------- | ------- | ---------------------------------------------------------- |
| Num     | Dossard de départ porté par le coureur sur cette Classique de Saint-Sébastien | Pos     | Position à l'arrivée de la course                          |
|         | Indique un maillot de champion national ou mondial, suivi de sa spécialité    | NP      | Indique un coureur qui n'a pas pris le départ de la course |
| AB      | Indique un coureur qui n'a pas terminé la course                              | HD      | Indique un coureur qui a terminé la course hors des délais |

| Lotto-Belisol LTB | Lotto-Belisol LTB        | Lotto-Belisol LTB |
| ----------------- | ------------------------ | ----------------- |
| Num               | Coureur                  | Pos               |
| 1                 | Tony Gallopin (FRA)      | 5e                |
| 2                 | Stig Broeckx (BEL)       | AB                |
| 3                 | Sean De Bie (BEL)        | AB                |
| 4                 | Tosh Van der Sande (BEL) | 77e               |
| 5                 | Louis Vervaeke (BEL)     | 46e               |
| 6                 | Dennis Vanendert (BEL)   | 45e               |
| 7                 | Jelle Vanendert (BEL)    | 6e                |
| 8                 | Tim Wellens (BEL)        | 44e               |

| Omega Pharma-Quick Step OPQ | Omega Pharma-Quick Step OPQ | Omega Pharma-Quick Step OPQ |
| --------------------------- | --------------------------- | --------------------------- |
| Num                         | Coureur                     | Pos                         |
| 11                          | Zdeněk Štybar (CZE) (Route) | 10e                         |
| 12                          | Julian Alaphilippe (FRA)    | AB                          |
| 13                          | Jan Bakelants (BEL)         | 28e                         |
| 14                          | Michał Gołaś (POL)          | 59e                         |
| 15                          | Gianni Meersman (BEL)       | AB                          |
| 16                          | Julien Vermote (BEL)        | AB                          |
| 17                          | Pieter Serry (BEL)          | 23e                         |
| 18                          | Carlos Verona (ESP)         | 80e                         |

| Movistar MOV | Movistar MOV               | Movistar MOV |
| ------------ | -------------------------- | ------------ |
| Num          | Coureur                    | Pos          |
| 21           | Alejandro Valverde (ESP)   | 1er          |
| 22           | Igor Antón (ESP)           | 48e          |
| 23           | Jonathan Castroviejo (ESP) | AB           |
| 24           | Jesús Herrada (ESP)        | 39e          |
| 25           | José Herrada (ESP)         | 49e          |
| 26           | Javier Moreno (ESP)        | AB           |
| 27           | José Joaquín Rojas (ESP)   | AB           |
| 28           | Giovanni Visconti (ITA)    | 9e           |

| Tinkoff-Saxo TCS | Tinkoff-Saxo TCS              | Tinkoff-Saxo TCS |
| ---------------- | ----------------------------- | ---------------- |
| Num              | Coureur                       | Pos              |
| 31               | Nicolas Roche (IRL)           | 20e              |
| 32               | Michael Valgren (DEN) (Route) | AB               |
| 33               | Jesper Hansen (DEN)           | 64e              |
| 34               | Edward Beltrán (COL)          | 81e              |
| 35               | Chris Anker Sørensen (DEN)    | 35e              |
| 36               | Sérgio Paulinho (POR)         | AB               |
| 37               | Michael Rogers (AUS)          | AB               |
| 38               | Ivan Rovny (RUS)              | 41e              |

| AG2R La Mondiale ALM | AG2R La Mondiale ALM    | AG2R La Mondiale ALM |
| -------------------- | ----------------------- | -------------------- |
| Num                  | Coureur                 | Pos                  |
| 41                   | Patrick Gretsch (GER)   | 34e                  |
| 42                   | Romain Bardet (FRA)     | 18e                  |
| 43                   | Hubert Dupont (FRA)     | 89e                  |
| 44                   | Axel Domont (FRA)       | 78e                  |
| 45                   | Julian Kern (GER)       | AB                   |
| 46                   | Mikaël Cherel (FRA)     | 56e                  |
| 47                   | Matteo Montaguti (ITA)  | 62e                  |
| 48                   | Rinaldo Nocentini (ITA) | 61e                  |

| Katusha KAT | Katusha KAT                 | Katusha KAT |
| ----------- | --------------------------- | ----------- |
| Num         | Coureur                     | Pos         |
| 51          | Joaquim Rodríguez (ESP)     | 3e          |
| 52          | Vladimir Gusev (RUS)        | AB          |
| 53          | Alexandr Kolobnev (RUS)     | 11e         |
| 54          | Dmitry Kozontchuk (RUS)     | 85e         |
| 55          | Aliaksandr Kuschynski (BLR) | 75e         |
| 56          | Alberto Losada (ESP)        | 52e         |
| 57          | Pavel Kochetkov (RUS)       | 47e         |
| 58          | Yury Trofimov (RUS)         | 53e         |

| BMC Racing BMC | BMC Racing BMC           | BMC Racing BMC |
| -------------- | ------------------------ | -------------- |
| Num            | Coureur                  | Pos            |
| 61             | Philippe Gilbert (BEL)   | AB             |
| 62             | Tejay van Garderen (USA) | 58e            |
| 63             | Daniel Oss (ITA)         | AB             |
| 64             | Silvan Dillier (SUI)     | AB             |
| 65             | Martin Kohler (SUI)      | AB             |
| 63             | Amaël Moinard (FRA)      | 73e            |
| 67             | Peter Stetina (USA)      | AB             |
| 68             | Greg Van Avermaet (BEL)  | 8e             |

| Belkin BEL | Belkin BEL              | Belkin BEL |
| ---------- | ----------------------- | ---------- |
| Num        | Coureur                 | Pos        |
| 71         | Bauke Mollema (NED)     | 2e         |
| 72         | Laurens ten Dam (NED)   | 57e        |
| 73         | Lars Boom (NED)         | AB         |
| 74         | Stef Clement (NED)      | 42e        |
| 75         | Jonathan Hivert (FRA)   | AB         |
| 76         | Steven Kruijswijk (NED) | 21e        |
| 77         | Jos van Emden (NED)     | AB         |
| 78         |                         |            |

| Sky SKY | Sky SKY                  | Sky SKY |
| ------- | ------------------------ | ------- |
| Num     | Coureur                  | Pos     |
| 81      | Ian Boswell (USA)        | AB      |
| 82      | Mikel Nieve (ESP)        | 4e      |
| 83      | Nathan Earle (AUS)       | 65e     |
| 84      | Vasil Kiryienka (BLR)    | AB      |
| 85      | Christian Knees (GER)    | 60e     |
| 86      | David López García (ESP) | 50e     |
| 87      | Danny Pate (USA)         | AB      |
| 88      | Xabier Zandio (ESP)      | AB      |

| Trek Factory Racing TFR | Trek Factory Racing TFR     | Trek Factory Racing TFR |
| ----------------------- | --------------------------- | ----------------------- |
| Num                     | Coureur                     | Pos                     |
| 91                      | Haimar Zubeldia (ESP)       | 7e                      |
| 92                      | Fränk Schleck (LUX) (Route) | AB                      |
| 93                      | Eugenio Alafaci (ITA)       | 33e                     |
| 94                      | Stijn Devolder (BEL)        | 40e                     |
| 95                      | Laurent Didier (LUX)        | 37e                     |
| 96                      | Boy van Poppel (NED)        | 68e                     |
| 97                      | Markel Irizar (ESP)         | 69e                     |
| 98                      | Jasper Stuyven (BEL)        | 87e                     |

| Lampre-Merida LAM | Lampre-Merida LAM             | Lampre-Merida LAM |
| ----------------- | ----------------------------- | ----------------- |
| Num               | Coureur                       | Pos               |
| 101               | Davide Cimolai (ITA)          | AB                |
| 102               | Kristijan Đurasek (CRO)       | 19e               |
| 103               | Elia Favilli (ITA)            | AB                |
| 104               | Jan Polanc (SLO)              | 66e               |
| 105               | Filippo Pozzato (ITA)         | AB                |
| 106               | Nélson Oliveira (POR) (Route) | 30e               |
| 107               | José Serpa (COL)              | 13e               |
| 108               | Rafael Valls (ESP)            | AB                |

| Orica-GreenEDGE OGE | Orica-GreenEDGE OGE         | Orica-GreenEDGE OGE |
| ------------------- | --------------------------- | ------------------- |
| Num                 | Coureur                     | Pos                 |
| 111                 | Michael Albasini (SUI)      | 32e                 |
| 112                 | Simon Gerrans (AUS) (Route) | AB                  |
| 113                 | Damien Howson (AUS)         | AB                  |
| 114                 | Mathew Hayman (AUS)         | AB                  |
| 115                 | Jens Keukeleire (BEL)       | 24e                 |
| 116                 | Jens Mouris (NED)           | AB                  |
| 117                 | Adam Yates (GBR)            | 43e                 |
| 118                 | Simon Yates (GBR)           | AB                  |

| Garmin-Sharp GRS | Garmin-Sharp GRS           | Garmin-Sharp GRS |
| ---------------- | -------------------------- | ---------------- |
| Num              | Coureur                    | Pos              |
| 121              | André Cardoso (POR)        | 29e              |
| 122              | Tom-Jelte Slagter (NED)    | 14e              |
| 123              | Daniel Martin (IRL)        | 25e              |
| 124              | Lachlan Morton (AUS)       | AB               |
| 125              | Ramūnas Navardauskas (LTU) | AB               |
| 126              | Nick Nuyens (BEL)          | AB               |
| 127              | Dylan van Baarle (NED)     | 70e              |
| 128              | Johan Vansummeren (BEL)    | AB               |

| Giant-Shimano GIA | Giant-Shimano GIA                 | Giant-Shimano GIA |
| ----------------- | --------------------------------- | ----------------- |
| Num               | Coureur                           | Pos               |
| 131               | Simon Geschke (GER)               | 92e               |
| 132               | Lawson Craddock (USA)             | 88e               |
| 133               | Thomas Damuseau (FRA)             | 55e               |
| 134               | Brian Bulgaç (NED)                | AB                |
| 135               | Chad Haga (FRA)                   | 82e               |
| 136               | Reinardt Janse van Rensburg (RSA) | 79e               |
| 137               | Daan Olivier (NED)                | 31e               |
| 138               | Tom Stamsnijder (NED)             | 91e               |

| Astana AST | Astana AST            | Astana AST |
| ---------- | --------------------- | ---------- |
| Num        | Coureur               | Pos        |
| 141        | Lieuwe Westra (NED)   | AB         |
| 142        |                       |            |
| 143        | Valerio Agnoli (ITA)  | 67e        |
| 144        | Andriy Grivko (UKR)   | 54e        |
| 145        | Maxim Iglinskiy (KAZ) | 26e        |
| 146        | Tanel Kangert (EST)   | 16e        |
| 147        | Mikel Landa (ESP)     | 51e        |
| 148        | Alexey Lutsenko (KAZ) | 90e        |

| Cannondale CAN | Cannondale CAN             | Cannondale CAN |
| -------------- | -------------------------- | -------------- |
| Num            | Coureur                    | Pos            |
| 151            | Peter Sagan (SVK) (Route)  | AB             |
| 152            | Alberto Bettiol (ITA)      | AB             |
| 153            | Maciej Bodnar (POL)        | AB             |
| 154            | Alessandro De Marchi (ITA) | 22e            |
| 155            | Michel Koch (ITA)          | AB             |
| 156            | Paolo Longo Borghini (ITA) | AB             |
| 157            | Fabio Sabatini (ITA)       | 63e            |
| 158            | Jean-Marc Marino (FRA)     | AB             |

| FDJ.fr FDJ | FDJ.fr FDJ               | FDJ.fr FDJ |
| ---------- | ------------------------ | ---------- |
| Num        | Coureur                  | Pos        |
| 161        |                          |            |
| 162        | Matthieu Ladagnous (FRA) | AB         |
| 163        | Kenny Elissonde (FRA)    | 83e        |
| 164        | Arnold Jeannesson (FRA)  | 12e        |
| 165        | Anthony Roux (FRA)       | 15e        |
| 166        | Jérémy Roy (FRA)         | 84e        |
| 167        | Benoît Vaugrenard (FRA)  | AB         |
| 168        | Laurent Pichon (FRA)     | AB         |

| Europcar EUC | Europcar EUC             | Europcar EUC |
| ------------ | ------------------------ | ------------ |
| Num          | Coureur                  | Pos          |
| 171          | Thomas Voeckler (FRA)    | 17e          |
| 172          | Yukiya Arashiro (ESP)    | 86e          |
| 173          | Cyril Gautier (FRA)      | 36e          |
| 174          | Fabrice Jeandesboz (FRA) | AB           |
| 175          | Alexandre Pichot (FRA)   | AB           |
| 176          | Perrig Quéméneur (FRA)   | AB           |
| 177          | Bryan Nauleau (FRA)      | AB           |
| 178          | Romain Sicard (FRA)      | 27e          |

| Caja Rural-Seguros RGA CJR | Caja Rural-Seguros RGA CJR | Caja Rural-Seguros RGA CJR |
| -------------------------- | -------------------------- | -------------------------- |
| Num                        | Coureur                    | Pos                        |
| 181                        | David Arroyo (ESP)         | 72e                        |
| 182                        | Amets Txurruka (ESP)       | 76e                        |
| 183                        | Javier Aramendia (ESP)     | 93e                        |
| 184                        | Peio Bilbao (ESP)          | 38e                        |
| 185                        | Antonio Molina (ESP)       | 95e                        |
| 186                        | Fernando Grijalba (ESP)    | 94e                        |
| 187                        | Lluís Mas (ESP)            | 71e                        |
| 188                        | Antonio Piedra (ESP)       | 74e                        |